# Kellamballi, Chamarajanagar
Kellamballi là một làng thuộc tehsil Chamarajanagar, huyện Chamarajanagar, bang Karnataka, Ấn Độ.